# 拉比阿奇巴
拉比阿奇巴（רַבִּי עֲקָא；；約50年—135年9月28日）， 本名阿奇巴‧本‧尤素福，是活躍於一、二世紀的犹太拉比和坦拿（聖人）。 拉比阿奇巴是米書拿和米德拉什·哈葛達的主要贡献者。 塔木德中，拉比阿奇巴被尊稱為「圣人之首」（Rosh la-Hakhamim）。 巴尔科赫巴起义后，遭罗马人处决。

## 生平

### 早年
阿奇巴‧本‧尤素福出身卑微。 一部分資料認為，他是皈依犹太教的猶太人。
当阿奇巴是[Ben Kalba Sabua] 错误：{{Lang}}：缺少语言标签（帮助）手下的牧羊人，後與其女结婚。[Ben Kalba Sabua] 错误：{{Lang}}：缺少语言标签（帮助）是耶路撒冷富有的公民。早期资料，没有他妻子的名字，但后来的传统稱其為Rachel。在其夫40岁後致力研究妥拉時，她仍忠貞依靠他。
不同的传统中，阿奇巴40岁时就读盧德的学校。该学院由Eliezer ben Hurcanus主持。 Hurcanus是阿奇巴的父亲尤素福的邻居。Eliezer是他的第一位老师，也是唯一一被阿奇巴称为“拉比”的老师。这对确定阿奇巴的出生日期具有重要意义。这些传说将他学习的起点定在75至80岁左右。
除了Eliezer，阿奇巴还师从Joshua ben Hananiah 和Nachum Ish Gamzu 。  阿奇巴与后来的迦玛列二世平起平坐。 Rabbi Tarfon亦咸認是阿奇巴的老师之一， 但因阿奇巴青出於藍，Tarfon反成为阿奇巴的追隨者。阿奇巴與Eliezer同住盧德，隨後他將自己的学校搬到比尼比拉 。阿奇巴亦曾住在哈马附近的西斐崙（Ziphron） 。 

### 婚姻
塔木德中，阿奇巴是[Ben Kalba Sabua] 错误：{{Lang}}：缺少语言标签（帮助）的牧羊人。[Ben Kalba Sabua] 错误：{{Lang}}：缺少语言标签（帮助）的女儿注意到他良好的品行。於是，她提出，如果阿奇巴开始学习妥拉，她願意嫁給他。当时阿奇巴年約40岁，还是文盲。当她的父亲发现她与一介文盲秘密订婚时，[Ben Kalba Sabua] 错误：{{Lang}}：缺少语言标签（帮助）勃然大怒，並將她逐出家门，並發誓二人若不離婚便不相往來。阿奇巴與妻子生活贫困，以稻草鋪成床鋪。塔木德中，先知以利亚曾假扮成穷人，来到阿奇巴家门口，乞討他妻子分娩后的床铺。当阿奇巴與妻子看到还有比他们更穷的人时，其妻对他说：“去吧，成为一名拉比”。 
阿奇巴与妻子商定，离家12年，追求学业。阿奇巴砍柴为生，賣掉一半的木頭為家用，另一半用来在晚上為学习提供照明。 12年后，阿奇巴带着1万2千名弟子回来，正要进家门时，无意听見妻子对挖苦他的邻居说：“如果能如我愿，他应该再念12年。”於是，阿奇巴沒有入家門，便回去念書。12年后，阿奇巴在2萬4千名门徒护送下返家。妻子出门迎接，有不知其人的弟子想要攔住她。 而，阿奇巴惊呼道：“让她去吧；因为我的和你的就是她的”（我们的托拉研究应归功于她）。 [Ben Kalba Sabua] 错误：{{Lang}}：缺少语言标签（帮助）不知道他是谁，也找到了阿奇巴，请求他帮助取消他与女儿断绝关系的誓言。阿奇巴问：“如果你知道他会成为一名伟大的拉比，你会发誓吗？”[Ben Kalba Sabua] 错误：{{Lang}}：缺少语言标签（帮助）答说：“如果我知道他会学习一章，或一个哈拉卡 ，[我就不会发誓]”。 阿奇巴对他说，“我就是那人”。 [Ben Kalba Sabua] 错误：{{Lang}}：缺少语言标签（帮助）拜倒在阿奇巴脚下，将自己一半财产都给了他。
根据另一个消息来源，  阿奇巴見到未來昆图斯·提涅乌斯·鲁弗斯的妻子將皈依猶太教並嫁給他時，他朝地上吐了口水（因为来自恶臭的水滴），微笑（对她的皈依）和哭泣（对这样的美丽最终在死后腐烂在尘土中）。没有给出这桩婚姻背后的动机。

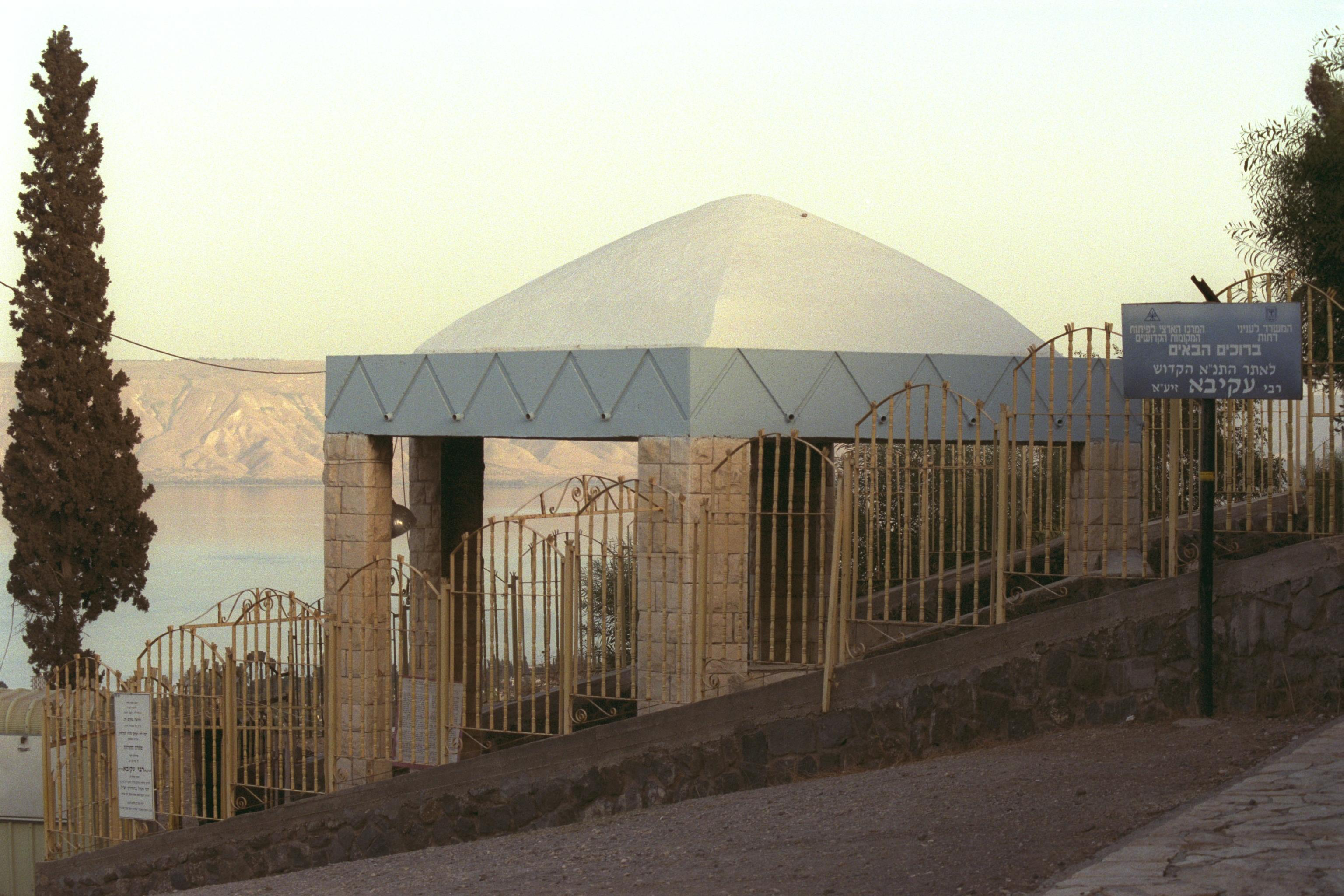
提比里亚，拉比阿奇巴之墓

### 晚年
阿奇巴的學派在二世纪中叶影響力巨大，著名的有Rabbi Meir 、 Judah bar Ilai 、 Simeon bar Yochai 、 Jose ben Halafta 、Eleazar ben Shammai 和Rabbi Nehemiah 。除此之外，阿奇巴 还有许多门徒，但名字没有流傳，但《亞卡達》人数各不相同，分别为 12,000、  24,000  和 48,000。 
阿奇巴在前往罗马前与拉班迦瑪列有深厚的关系。阿奇巴深信犹太教中央权威的必要性，成为迦瑪列的擁護者，以使其成为犹太人真正的精神领袖。 然而，阿奇巴同样坚信，其权力必须受到律法的限制，解释權則在学者手中；因此，他勇敢地在迦瑪列的房子里對抗迦瑪列本人的决定。 阿奇巴擔任穷人看顧者。拉比文獻中，拉比阿奇巴人品高尚，富有仁慈。 
拉比阿奇巴参加了巴爾科赫巴起義，但相關資料甚少。 拉比阿奇巴稱巴柯巴為应许的弥赛亚，  為阿奇巴參與起義的唯一資料。 Nachman Krochmal等学者认为阿奇巴的門徒參與起義。  《巴萊他》中，阿奇巴因违反哈德良迫害猶太教的法令而殉難，在凯撒利亚遭鲁弗斯处死。由于這則傳說将处决归因于宗教因素，而非政治因素，因此可能是要淡化拉比阿奇巴在起義中的角色。阿奇巴在几年监禁後遭處死，享年约132岁，在鎮壓巴爾科赫巴起义之前；否则，罗马人迟迟不处决他将令人费解。  《正解》（Mekhilta）中，哈德良的宗教禁令先于巴爾科赫巴起义。  
犹太人史料稱，拉比阿奇巴遭到篦刑。罗马篦刑，以铁梳子剥去受刑者的皮肤。

### 死亡

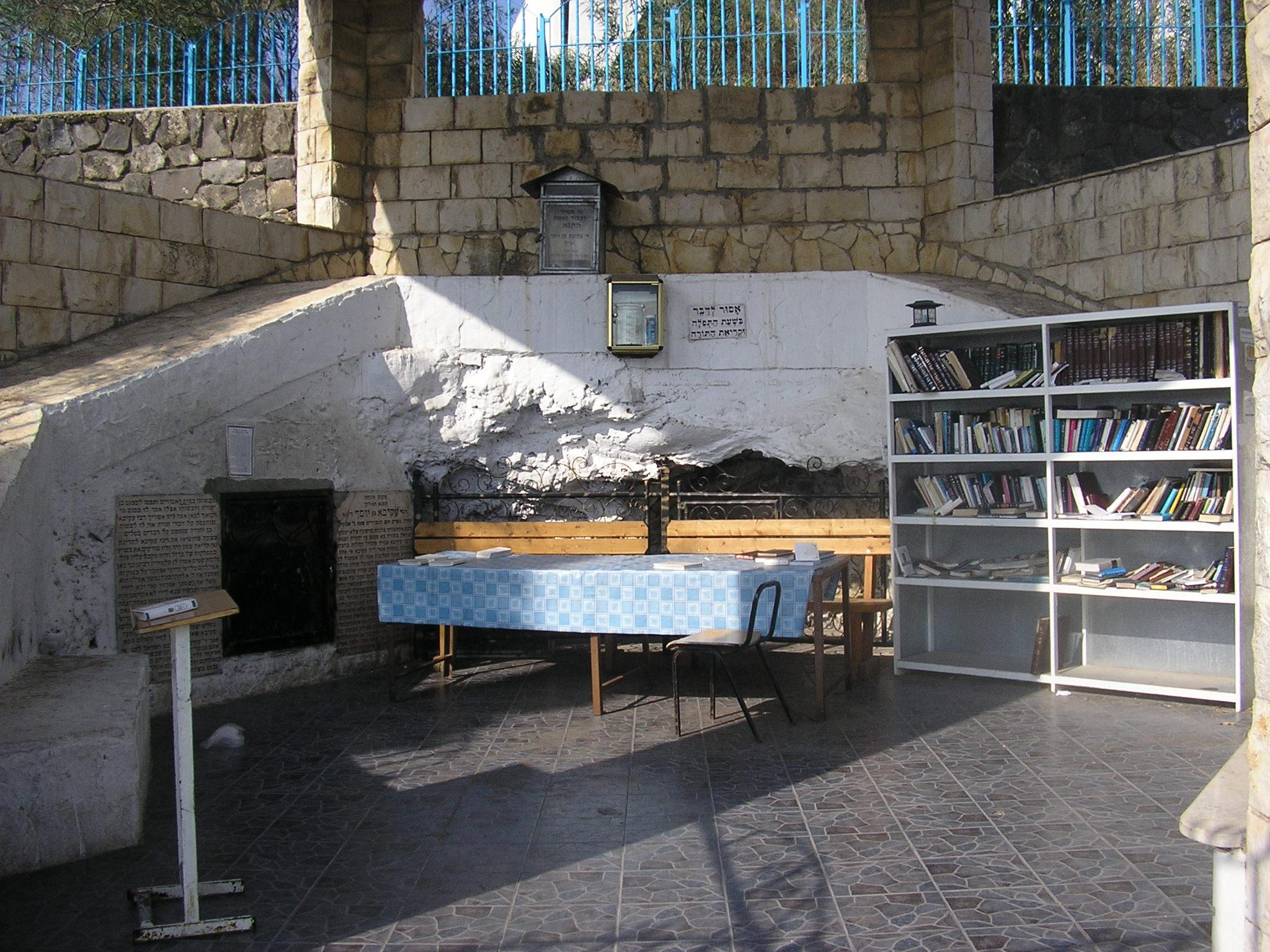
提比里亚，拉比阿奇巴之墓

阿奇巴之死，有三种不同版本。每个版本都有相同的基本情节：阿奇巴违抗罗马禁止教授托拉的命令，执政官昆图斯·提涅乌斯·鲁弗斯下令处死他，拉比阿奇巴遭篦刑，遗言是示瑪祈祷文。
阿奇巴之死最常见的说法是，罗马政府命令他停止教授摩西五经，否则他将面临死亡，但他拒绝了。当鲁弗斯（在犹太资料中被称为「他」）下令处决阿奇巴时，在痛苦中，阿奇巴平静地背诵了他的祈祷文。因为他感觉不到疼痛，鲁弗斯问阿奇巴是否是巫师。阿奇巴回答说：“我不是巫师；但我很高兴有机会‘盡命’爱我的上帝，因为迄今为止，我只能‘盡意’和‘盡力’来爱祂”，然后开始背诵示瑪的“[神是]唯一！”（Echad），便死了。
巴比伦塔木德中，将這段回覆描述为阿奇巴对他的門徒的回答。門徒问他要怎麼向上帝祈祷。拉比阿奇巴对門徒说：“我一生僅在乎这节经文，‘盡性’（圣贤们解释了这个意思），即使祂带走了你的灵魂。我問自己，我何時才能完成这條誡命？而现在我终于能够完成，我不应该接受吗？”然后他说了示瑪，延长了最后一个词“一！”（Echad），直到生命随着那个词而结束。天上传出声音說：“拉比阿奇巴，你是有福的，你的生命与“一”结束了”。 
另一个传说中，以利亚在夜间将尸体抬到凯撒利亚。而夜晚却像最美好的夏日一样明亮。当到达时，以利亚和约书亚进入了有床、桌椅和灯的洞穴，存放阿奇巴的尸体在那里。當他们一离开，洞穴便自动关闭，从此再也没有人找到。  拉比阿奇巴的现代坟墓位于提比里亞。 每年，篝火節的晚上，当地居民聚集在拉比阿奇巴之墓前点燃篝火，这是1983年恢复的传统。

## 资料来源
- Rothenberg, Naftali, Rabbi 阿奇巴's Philosophy of Love, New York, Palgrave-Macmillan, 2017.
- Aleksandrov, G. S.  "The Role of Aqiba in the Bar Kochba Rebellion." In Eliezer ben Hyrcanus, Vol. 2, by Jacob Neusner. Leiden, Netherlands: E.J. Brill, 1973.
- Finkelstein, Louis. Akiba: Scholar, Saint, and Martyr. New York: Covici, Friede, 1936.
- Ginzberg, Louis. "Akiba （页面存档备份，存于）" In Jewish Encyclopedia, vol. 1.  New York: Funk and Wagnalls, 1912.
- Goldin, Judah. "Toward a Profile of a Tanna, Aqiba ben Joseph." Journal of the American Oriental Society 96 (1976): 38–56.
- Lau, Binyamin. The Sages, Volume III: The Galilean Period. Jerusalem: Maggid Books, 2013.
- Neusner, Jacob, ed. Studies in Judaism in Late Antiquity. Vol. 20, The Jews Under Roman Rule: From Pompey to Diocletian, by E. Mary Smallwood. Leiden, Netherlands: E. J. Brill, 1976.